# Alfred Woltmann
Alfred Woltmann (født 18. maj 1841 i Charlottenburg, død 6. februar 1880 i Menton) var en tysk kunsthistoriker. Han var sønnesøn af Karl Ludwig von Woltmann.
Woltmann studerede i Berlin og München, blev 1867 privatdocent ved Berlins Universitet, 1868 ordentlig professor i kunsthistorie ved Polytechnikum i Karlsruhe, 1874 ved Karlsuniversitetet i Prag og 1878 i Strassburg.
Woltmanns fornemste arbejder er Hans Holbein der jüngere (1865), Holbein und seine Zeit (1866–68; anden udgave 1874–76), Baugeschichte Berlins bis auf die Gegenwart (1872), Geschichte der deutschen Kunst im Elsass (1876) og Aus vier Jahrhunderten niederländisch-deutscher Kunstgeschichte (1878). Han forberedte det store værk Geschichte der Malerei i samarbejde med Karl Woermann, der fortsatte og fuldbyrdede det.